# Aleksandr Kuzmenko
Aleksandr Igorevich Kuzmenko (tiếng Nga: Александр Игоревич Кузьменко; sinh ngày 21 tháng 6 năm 1993) là một cầu thủ bóng đá người Nga. Anh thi đấu cho F.K. Torpedo Vladimir.

## Sự nghiệp câu lạc bộ
Anh có màn ra mắt tại Giải bóng đá chuyên nghiệp quốc gia Nga cho FC Afips Afipsky vào ngày 19 tháng 5 năm 2015 trong trận đấu với FC Angusht Nazran.